# 925-ös busz (Pécs)
A pécsi 925-ös jelzésű autóbusz egy megszűnt éjszakai autóbuszvonal, a járatok a Árpádváros - Malomvölgyi út - Fagyöngy u. - Nagy I. út - Aidinger J. út - Maléter P. út - Keszüi út - Siklósi út - Diófa u. - Árkád 21-es mh. - Főpályaudvar útvonalon közlekedtek. Ellenkező irányban a 915-ös járat közlekedett.

## Útvonala
A járatok útvonala:
| Árpádváros - Főpályaudvar: |
| --- |
| - Árpádváros - Hőtávvezeték - Kálinger - Trafóház - Malomvölygi út - Fagyöngy utca forduló - Sztárai Mihály út - Aidinger János út - Krisztina tér - Sarolta utca - Nagy Imre út - Bogár utca - Berzsenyi utca - Árnyas utca - Szövetség utca - Bőrgyár - Telephely, üzemanyagtöltő - Árkád, autóbuszáll. - Főpályaudvar |

## Hasznos linkek
- Az PK Zrt. hivatalos oldala
- Menetrend
- Megnézheti, hol tartanak a 925-ös buszok